# Caballar
Caballar település Spanyolországban, Segovia tartományban. Caballar Turégano, Muñoveros, Valdevacas y Guijar és Cubillo községekkel határos. Lakosainak száma 75 fő (2024).

## Népesség
A település népessége az elmúlt években az alábbi módon változott:
| Lakosok száma | 98   | 104  | 96   | 94   | 102  | 98   | 91   | 83   | 72   | 75   |
|               | 2001 | 2004 | 2007 | 2009 | 2012 | 2014 | 2017 | 2019 | 2022 | 2024 |